# 芒特湯姆 (麻薩諸塞州)
芒特湯姆（英語：Mouunt Tom）是位於美國麻薩諸塞州漢普夏縣的一個非建制地區。

## 地理
芒特湯姆所處的海拔為高於海平面37米（即121英呎），而該地所採用的時區為UTC-5，即北美东部時區（EST）。同時該地設有夏令時間，為UTC-5調快一小時，即UTC-4（EDT）。